# Zirə Futbol Klubu
Lo Zirə Futbol Klubu, meglio noto come Zirə, è una società calcistica azera con sede nella città di Baku. Milita nel Premyer Liqası, la massima divisione del campionato azero.

## Storia
Fondato nel 2014, allo Zirə è stata immediatamente concessa la partecipazione alla Birinci Divizionu, secondo livello del campionato azero. Nella prima stagione di attività, la squadra ha conquistato la promozione in Premyer Liqası.
Nonostante la chiusura al 2º posto in classifica nel campionato 2015-2016, allo Zirə, però, è stato impedito di partecipare all'Europa League 2016-2017 poiché al club non è stata concessa la licenza UEFA.
Partecipa, invece, all’Europa League 2017-18, dove elimina, al primo turno preliminare, i lussemburghesi del Differdange con un complessivo totale di 4-1; tuttavia, nel secondo turno, i romeni dell’Astra Giurgiu si impongono sugli azeri, estromettendoli dalla competizione.

## Allenatori
- 2014-2015  Bahram Shahguliyev
- 2015-2016  Adil Şükürov
- 2016-2018 Ayxan Abbasov
- 2020-oggi  Rəşad Fərhad Sadıqov

## Statistiche e record

### Statistiche nelle competizioni UEFA
Tabella aggiornata alla stagione 2024-2025.
| Competizione                  | Partecipazioni | G | V | N | P | RF | RS |
| ----------------------------- | -------------- | - | - | - | - | -- | -- |
| Coppa UEFA/UEFA Europa League | 2              | 6 | 3 | 1 | 2 | 7  | 6  |
| UEFA Conference League        | 2              | 6 | 3 | 3 | 2 | 10 | 13 |

## Palmarès

### Competizioni nazionali
- Birinci Divizionu: 1

2014-2015

### Altri piazzamenti
- Campionato azero:

Secondo posto: 2015-2016, 2023-2024, 2024-2025
Terzo posto: 2021-2022
- Coppa dell'Azerbaigian:

Semifinalista: 2018-2019, 2019-2020, 2020-2021

## Organico

### Rosa 2025-2026
Aggiornata al 23 luglio 2025.
| N. |                        | Ruolo | Calciatore          |
| -- | ---------------------- | ----- | ------------------- |
| 4  | Brasile (bandiera)     | D     | Ruan                |
| 5  | Ruanda (bandiera)      | D     | Ange Mutsinzi       |
| 6  | Ucraina (bandiera)     | C     | El'dar Kulijev      |
| 7  | Azerbaigian (bandiera) | C     | Rövlan Muradov      |
| 8  | Azerbaigian (bandiera) | C     | Ismayıl İbrahimli   |
| 9  | Georgia (bandiera)     | A     | Davit Volkovi       |
| 10 | Georgia (bandiera)     | C     | Giorgi Papunashvili |
| 11 | Brasile (bandiera)     | A     | Martins Júnior      |
| 12 | Lussemburgo (bandiera) | C     | Vincent Thill       |
| 13 | Azerbaigian (bandiera) | P     | Aydın Bayramov      |
| 14 | Azerbaigian (bandiera) | D     | Elin Əlicanov       |
| 16 | Azerbaigian (bandiera) | D     | Fuad Bayramov       |
| 17 | Francia (bandiera)     | C     | Iron Gomis          |
| 19 | Guinea (bandiera)      | A     | Salifou Soumah      |
| 20 | Niger (bandiera)       | D     | Issa Djibrilla      |

| N. |                           | Ruolo | Calciatore               |
| -- | ------------------------- | ----- | ------------------------ |
| 21 | Azerbaigian (bandiera)    | C     | Hacıağa Hacılı           |
| 23 | Brasile (bandiera)        | A     | Raphael Alemão           |
| 26 | Costa d'Avorio (bandiera) | D     | Stephane Acka            |
| 29 | Azerbaigian (bandiera)    | C     | Ceyhun Nuriyev           |
| 30 | Mozambico (bandiera)      | C     | Guima                    |
| 32 | Azerbaigian (bandiera)    | D     | Qismət Alıyev (capitano) |
| 41 | Azerbaigian (bandiera)    | P     | Anar Nəzirov             |
| 43 | Azerbaigian (bandiera)    | C     | Əhliman Süleymanzadə     |
| 48 | Azerbaigian (bandiera)    | C     | Ramiz Muradov            |
| 57 | Azerbaigian (bandiera)    | C     | Yusif Hacıyev            |
| 77 | Bielorussia (bandiera)    | A     | Jahor Bahamol'ski        |
| 97 | Togo (bandiera)           | A     | Abdul Batibie            |
| 93 | Francia (bandiera)        | C     | Brahim Konaté            |
| 97 | Portogallo (bandiera)     | P     | Tiago Silva              |
| 99 | Azerbaigian (bandiera)    | P     | Səlim Həşimov            |